# Трубецьке (Омська область)
Трубецьке (рос. Трубецое) — присілок у Азовському німецькому національному районі Омської області Російської Федерації.
Орган місцевого самоврядування — Александровське сільське поселення. Населення становить 700 осіб.

## Історія
Згідно із законом від 30 липня 2004 року органом місцевого самоврядування є Александровське сільське поселення.

## Населення
| 1909 | 1920 | 1925 | 1926 | 1989 | 2002  | 2006 |
| ---- | ---- | ---- | ---- | ---- | ----- | ---- |
| 224  | ↗740 | ↘504 | ↗588 | ↗655 | ↗1039 | ↘727 |
| 2010 |      |      |      |      |       |      |
| ↘700 |      |      |      |      |       |      |